# Thomas Battersby
Thomas Sydney Battersby (Platt Bridge, Gran Manchester,18 de novembre de 1887 – Sydney, Austràlia, 3 de setembre de 1974) va ser un nedador anglès que va representar el Regne Unit en les proves de crol en dos Jocs Olímpics consecutius a principis del segle xx.
El 1908, als Jocs de Londres guanyà la medalla de plata en els 1500 metres lliures, rere el també britànic Henry Taylor i per davant l'australià Frank Beaurepaire; mentre en els 400 metres lliures quedà eliminat en semifinals.
Quatre anys més tard, als Jocs d'Estocolm, guanyà la medalla de bronze com a membre de l'equip britànic en els relleus 4x200 metres lliures, mentre en els 400 i 1500 metres lliures fou eliminat en semifinals.
Durant la seva carrera esportiva Battersby establí quatre rècords del món en proves d'estil lliure: els 400 metres, 330 iardes, 440 iardes i la milla. Tenia fama de tenir una forta resistència psíquica. En els Jocs 1908 continuà nedant quan finalitzà la cursa dels 1500 metres en un intent de batre el rècord mundial de la milla. No aconseguí el rècord del món, però sí el britànic.
El 2007 fou incorporat a l'International Swimming Hall of Fame.